# Juliette Goglia
Juliette Rose Goglia (Los Angeles, 22 de setembro de 1995) é uma atriz americana, que já participou de várias séries e filmes, conhecida por interpretar Sierra em As Visões da Raven e Hannah West em CSI: Crime Scene Investigation. Ela também teve participações nas séries Dois Homens e Meio, No Ritmo, Hannah Montana e Boa Sorte, Charlie.
Atualmente Juliette Goglia, atua em O Show de Michael J. Fox como Eve Henry, série transmitida pela NBC nos Estados Unidos e pelo Comedy Central no Brasil.

## Vida Pessoal
Goglia nasceu em um subúrbio de Los Angeles, Califórnia, é filha de Susan Stokey, uma atriz, e Carmine Goglia, um pintor. Seu avô materno era o produtor e apresentador de game show Mike Stokey. Ela tem um irmão mais velho chamado Dante e um irmã mais velha chamada Emily.

## Carreira
Goglia fez sua estreia no cinema como Colleen O'Brian em 2004 no filme original The Long Shot, seguido por um pequeno papel no filme Garfield - O Filme.
Goglia tem aparecido em vários programas de televisão, como Joanie em Dois Homens e Meio e como Sierra de As Visões da Raven em dois episódios cada. Seu papel de televisão de maior duração até hoje é como uma das encarnações de Deus, conhecido como "a menina Deus" na série da CBS, Joan de Arcadia. Ela esteve em oito episódios antes da série ser cancelada em abril de 2005.
Mais recentemente, Goglia foi uma criança prodígio, suspeita de assassinato em CSI e uma adolescente sofrendo de convulsões no drama da CBS. Ela também teve um papel recorrente na série da Fox Vanished, e apareceu em Hannah Montana no episódio "Bye Bye Ball ", como Angela.

## Filmografia
| Ano             | Titulo                         | Papel           | Nota                                 |
| --------------- | ------------------------------ | --------------- | ------------------------------------ |
| 2003–2005       | Joan of Arcadia                | Menina Deus     | 8 episodes                           |
| 2004            | Strong Medicine                | Gaby Heely      | Episodio: "O mundo real Rittenhouse" |
| 2004            | Dois Homens e Meio             | Joanie          | 2 episodios                          |
| 2004            | As Visões da Raven             | Sierra          | 2 episodios                          |
| 2005            | Washington Street              | Jane            | Unsold CBS piloto                    |
| 2005            | ER                             | Sydney Carlyle  | Episode: "The Human Shield"          |
| 2006–2007       | CSI: Crime Scene Investigation | Hannah West     | 2 episodios                          |
| 2006            | Haversham Hall                 | Becca Clavish   | Unsold Disney Channel piloto         |
| 2006            | Vanished                       | Becca Jerome    | 3 episodes                           |
| 2006            | Desperate Housewives           | Amy Pearce      | 2 episodio                           |
| 2006            | 3 lbs                          | Erica Lund      | Episodio: "The God Spot"             |
| 2007            | Veronica Mars                  | Heather Button  | Episode: "Postgame Mortem"           |
| 2007–2008       | Ugly Betty                     | Hilary          | 3 episodios                          |
| 2008            | Hannah Montana                 | Angela Vitolo   | Episodio: "Bye Bye Ball"             |
| 2009            | Private Practice               | Sarah Pierce    | Episode: "Do the Right Thing"        |
| 2010            | The Quinn-Tuplets              | Sophie Adatto   | Unsold CBS pilot                     |
| 2010            | Past Life                      | Sarah           | Episode: "Saint Sarah"               |
| 2011            | No Ritmo                       | Savannah        | Episode: "Match It Up"               |
| 2012            | The Finder                     | Melissa Welling | Episode: "Eye of the Storm"          |
| 2012–2013       | Boa Sorte, Charlie             | Victoria        | 2 episodios                          |
| 2013–atualmente | The Michael J. Fox Show        | Eve Henry       |                                      |

### Filmes
| Ano  | Título                      | Personagem                | Nota                  |
| ---- | --------------------------- | ------------------------- | --------------------- |
| 2004 | Garfield - O Filme          | Garotinha                 | Estréia no cinema     |
| 2004 | The Long Shot               | Collen O'Brian            | Papel de Apoio        |
| 2005 | Crazy Love                  | Jenny                     |                       |
| 2005 | 12 é Demais 2               | Garota do Teatro          | Participação Especial |
| 2007 | A Grandpa for Christmas     | Becca O'Riley             | Papel Principal       |
| 2009 | Pelas Garotas e Pela Glória | Poppy Colfax              | Papel Menor           |
| 2010 | A Mentira                   | Olive Penderghast (jovem) | Papel de Apoio        |
| 2011 | Inside Out                  | Pepper Small              |                       |